# چانا اورلوف
چانا اورلوف (انگلیسی: Chana Orloff; ۱۲ ژوئیهٔ ۱۸۸۸ – ۱۸ دسامبر ۱۹۶۸) مجسمه‌ساز اهل فرانسه بود.
وی همچنین برندهٔ جوایزی همچون لژیون دونور شده‌است.